# Viva Communications
Viva Communications Inc., còn được gọi là Viva Entertainment Inc. và đơn giản là Viva (viết hoa toàn bộ cách điệu), là một tập đoàn tư nhân đa quốc gia của Philippines có trụ sở chính tại Ortigas Center, Pasig. Nó được thành lập vào năm 1981 bởi Vic del Rosario Jr. và chị gái Tess Cruz.

## Công ty con
- Studio Viva
- Ultimate Entertainment
  - Halo-Halo Radio
- Viva Films
- Viva International Food and Restaurants, Inc.
  - Botejyu[3]
  - Paper Moon Cake Boutique
  - Pepi Cubano
  - Yogorino
  - Wing Zone
- Viva International Pictures
- Viva Music Group, Inc.
  - Viva Records
  - Vicor Music
  - Ivory Music and Video
- Viva Publishing Group, Inc.
  - Viva PSICOM Publishing Corporation
  - Viva Starmometer Publishing Corporation
  - VRJ Books Publishing
- Viva Video, Inc.

## Phân khu
- Viva Artists Agency[4]
- Viva Cable TV
  - Pinoy Box Office
  - Viva Cinema
  - Sari-Sari Channel
  - Celestial Movies Pinoy
  - Tagalized Movie Channel
  - Viva TV
- Viva Digital
  - Vivamax[5]
  - Viva One[6]
- Viva Interactive
- Viva Live
- Viva Sports